# Kumlik Emil
Kumlik Emil (Pozsony, 1868. június 5. – Budapest, 1944. december 31.) könyvtáros, újságíró, író.

## Élete
Kumlik József (1801-1869) zenetanár unokája, Kumlik József és Mahatsek Antónia fia. Nagybátyja volt Kumlik Tódor Pozsony utolsó magyar polgármestere. 1887–1891 között végezte főiskolai tanulmányait a Pozsonyi Jogakadémián. 1910-ben Kolozsvárott az államtudományok doktorává avatták. 1887–1894 között a Pozsonyvidéki Lapok, majd a Pozsonymegyei Közlöny, a Nyugatmagyarországi Híradó, a Westungarische Grenzbote munkatársa, illetve több fővárosi és néhány külföldi lap tudósítója. 1894–1900 között a miniszterelnökség sajtóosztályánál tudósító, majd segédtitkár. 1900–1914 között Pozsony város könyvtárosa, 1914–1919 között pedig a pozsonyi Erzsébet Tudományegyetem könyvtárának igazgatója, majd 1919–1921 között ismét Pozsony könyvtárosa. 1922-ben nyugdíjba vonult. 1921–1922-ben tagja volt a Pozsonyi Hajósegyletnek.
1921-ben Pozsonyból Budapestre költözött és ismét újságíró lett. 1923–1925 között a Dunaposta, majd a Pester Lloyd munkatársa és a Neues Pester Journal felelős szerkesztője. 1925-től a Pester Lloyd külső munkatársa és a pozsonyi Híradó levelezője. 1927–1933 között az Magyar Nemzeti Múzeum Könyvtárának tiszteletdíjas alkalmazottja volt. Felesége Gruber Irma volt.
Berczik Árpád és Herczeg Ferenc novelláit fordította németre.

## Művei
- 1904 Művészeti divatok. Pozsony.
- 1905 A "Pozsonyi Toldy-Kör" harmincéves története. Pozsony.
- 1905 A szabadságharcz pozsonyi vértanúi. Pozsony.
- 1905 Pozsony und der Freiheitskampf 1848/49. Die dreizehn Pressburger Märtyrer, Aulich, Batthyány, Jeszenák, andere pressburger Urteile; Stampfel, Pozsony–Budapest.
- 1906-1910 Pozsony szabad királyi város közkönyvtárának címjegyzéke I-IV. Pozsony.
- 1907 Rómer Flóris élete és működése. Pozsony.
- 1907 Képes pozsonyi kalauz. Pozsony.
- 1908 Adalékok a pozsonyi országgyűlések történetéhez 1825-1848. Pozsony.
- 1909 Helyi önkormányzat a magyarországi róm. kath. egyházban - A pozsonyi róm. kath. hitközség autonómiájának mibenléte, történeti alapja és szervezete. Pozsony.
- 1925 Elveszett kincsek. Magyar Bibliofil Szemle 1925/3
- 1926 Melyik pozsonyi házban alapította Széchenyi az Akadémiát? Századok 1925-1926
- 1937 Laienautonomie der Pressburger röm. kath. Gemeinde. Pozsony
- 1937 Dohnányi Frigyes 1843-1909 - Egy magyar gyorsíró élete és munkássága. Budapest.